# Los Arana
Los Arana är en ort i Mexiko.   Den ligger i kommunen Villa del Carbón och delstaten Mexiko, i den sydöstra delen av landet, 50 km nordväst om huvudstaden Mexico City. Los Arana ligger 2 709 meter över havet och antalet invånare är 1 590.
Terrängen runt Los Arana är kuperad. Runt Los Arana är det tätbefolkat, med 308 invånare per kvadratkilometer. Närmaste större samhälle är Pueblo Nuevo, 12,0 km väster om Los Arana. I omgivningarna runt Los Arana växer huvudsakligen savannskog.